# فيجاي كريشنا
فيجاي كريشنا (بالإنجليزية: Vijay Krishna)‏ هو سياسي هندي، ولد في 2 سبتمبر 1951 في الهند. حزبياً، نشط في Rashtriya Janata Dal ‏. وقد انتخب عضو لوك سابها ‏.